# 妙願寺
妙願寺（みょうがんじ）は、岡山県津山市戸川町にある浄土真宗本願寺派の寺院。通称は「鶴山御坊」。山号を「法雲山」といい、美作国の触頭を務めた。

## 歴史・概要
寺伝によれば、森成利の母・妙向尼の発願によって建立された。妙向尼は元亀9年（1570年）に始まった織田信長と石山本願寺との争い（石山戦争）の和睦成立に奔走し、本願寺の危機を救った人物である。
信長は当時、本願寺との和睦に際して「金山城下に浄土真宗の寺院を建立、子息（妙向尼の子）の一人を出家」させることを条件に提示した。妙願寺はその事情の下に、妙向尼の末子・森忠政を僧形として金山城下に建立されたのである。
しかし、天正10年（1582年）に起きた本能寺の変により、妙向尼の子息である森成利（蘭丸）・森長隆（坊丸）・森長氏（力丸）が信長と共に討死し、同12年（1584年）には小牧・長久手の戦いで二男森長可が戦死してしまった為、ただ一人残った忠政が森氏の世継ぎとして金山城を継ぐこととなった。
そこで妙願寺は、蘭丸の姉・碧松院と関成政（一宮城主）との間に生まれた竹若丸を森家の代わりとして出家得度（法名・了向）させ、初代住職とした。本能寺の変により信長が討死したとはいえ、信長との約束を忠実に守りたいという妙向尼の思いが竹若丸の出家に繋がったのである。（但し、これは寺伝によるものであり、他の史料に確認がみられるものではない。）
慶長8年（1603年）、森忠政が美作全域18万6,500石を入封され、津山に城の造営を始めると、了向も忠政に従い、元和3年（1617年）に津山に妙願寺が落成された。これが津山妙願寺である。
2代目住職の紹向は、木下勝俊・うめ（蘭丸の姉）夫妻の養子である。関ヶ原の戦いで伏見城の守備を任されていた勝俊は、敵軍が進攻してくる直前に伏見城を退却するという不首尾を起こし、勝俊は領国を没収された。それが原因となって妻のうめと離縁したのであるが、紹向も妙願寺へと移り住職を継承した。
3代目住職の順恵は森忠政の孫清光院を室に迎えた。こうして妙願寺は藩主との縁を保ちながらも世襲により受け継がれた。
本願寺では、妙向尼100回忌までの年忌法要を宗主自らにより自主的に執り行われていたという記録が記されている。このことからも本願寺を救済した妙向尼の功績の大きさを知ることができる。
元和7年（1617年）本願寺12代宗主准如上人より妙願寺2代紹向に「妙向尼画像」が贈られているが、これは現在、岡山県指定重要文化財として保存されている。 元禄11年（1698年）に妙願寺は東派（真宗大谷派）へと転派し、「院家寺」となった。享保12年（1727年）には「輪番」ともなった。
平成17年（2005年）、津山城跡に完成された備中櫓二階壁面の鶴の丸の文様は、妙願寺庫裡の襖にある鶴の紋の文様が建造時の森家時代をイメージさせるという理由で、格の高い部屋の復元に取り入れられたものである。（ただし、これは近代のデザインであり、往時のオリジナルとは異なる。）

## 文化財
（この節の出典：）

### 岡山県指定重要文化財
- 妙向尼画像 附 妙高尼消息 - 上畳に座る妙向尼を描いたもので、元和7年（1621年）、妙願寺二代住職紹向に贈ったもの。消息は外孫である妙願寺初代住職了向に充てた書状。1975年（昭和50年）6月13日指定[2]。

### 津山市指定重要文化財
- 森忠政書簡 - 元和8年（1622年）4月6日に没した、若狭小浜藩主・木下勝俊の室であり森忠政の姉である宝泉院の死後の始末について、忠政が妙願寺に依頼したもの。1969年（昭和44年）7月2日指定[3]。
- 板戸障壁画 - 客殿と次の間とを隔てる2面の杉戸。表裏に「牡丹に唐獅子図」「松に鶴図」が描かれている。近世初頭、狩野派の画家が描いたものと考えられる。1996年（平成8年）6月10日指定[4]。
- 庫裏及び客殿 - 本堂の北東側に建つ。元和7年（1621年）に完成した、本堂と同時に建築されたものと考えられている。庫裏は入母屋造妻入、前面と土間、板の間を広くとり、それに続いて居室が2室と床に並んで仏間がとられているという平面構成となる。客殿は15畳の座敷と10畳の次の間が、6畳の相の間で庫裏につながる形式をとる。2004年（平成16年）9月24日指定[5]。

### 未指定文化財
- 表門 - 一間薬井門、切妻造、本瓦葺。東面して建つ。正面の蟇股を龍にしたり、妻飾りに派手な笈を取り付けるなどして凝った建築が見られる。19世紀中頃の建築と推定される[6]。
- 鐘楼 - 桁行一間、梁間一間、袴腰付、本瓦葺。境内の東北隅にある。元和3年（1617年）、森忠政の創立したものと伝わる。柱や組物などは建築当初のものと見られる[7]。

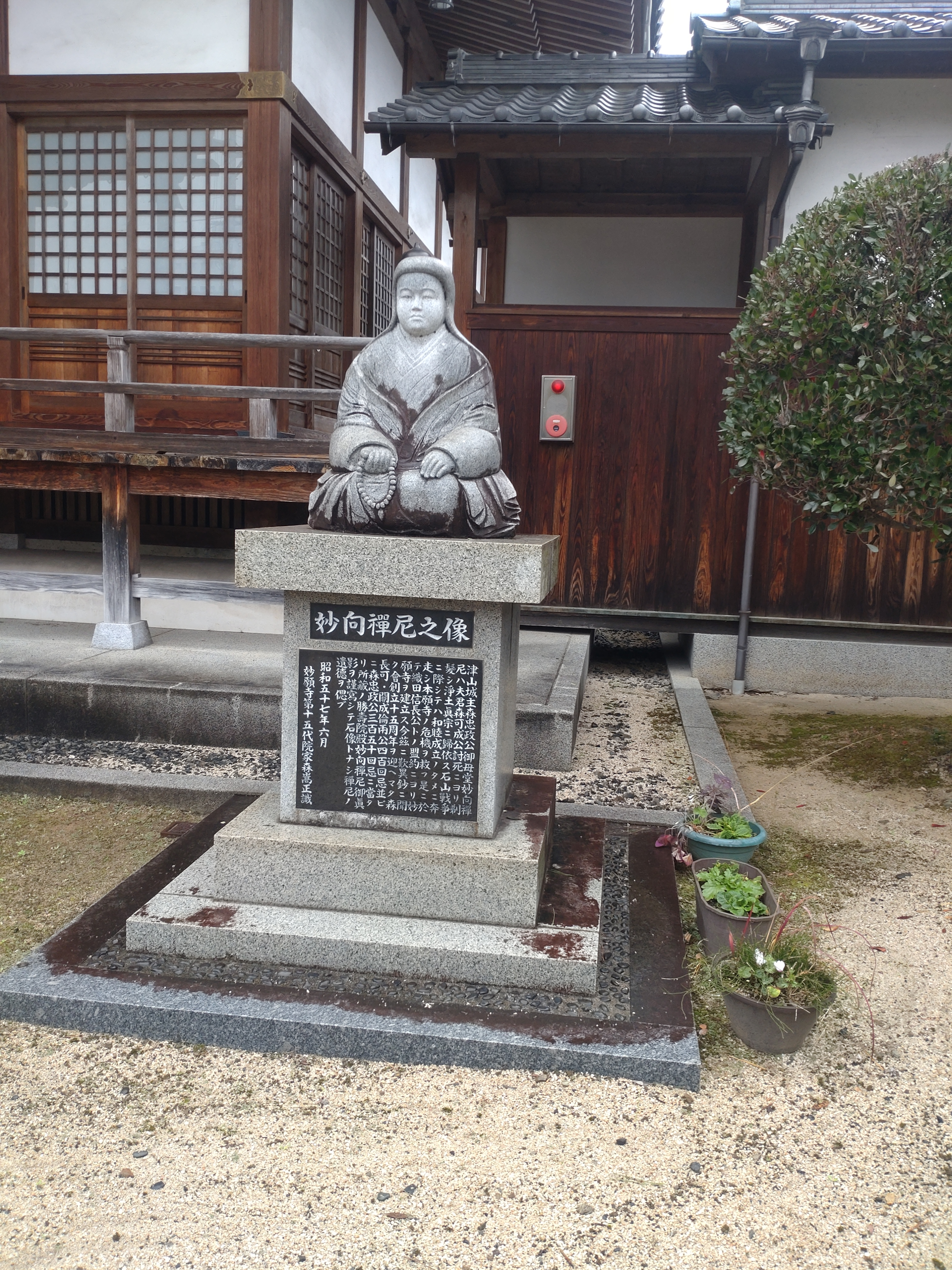
妙向尼の像
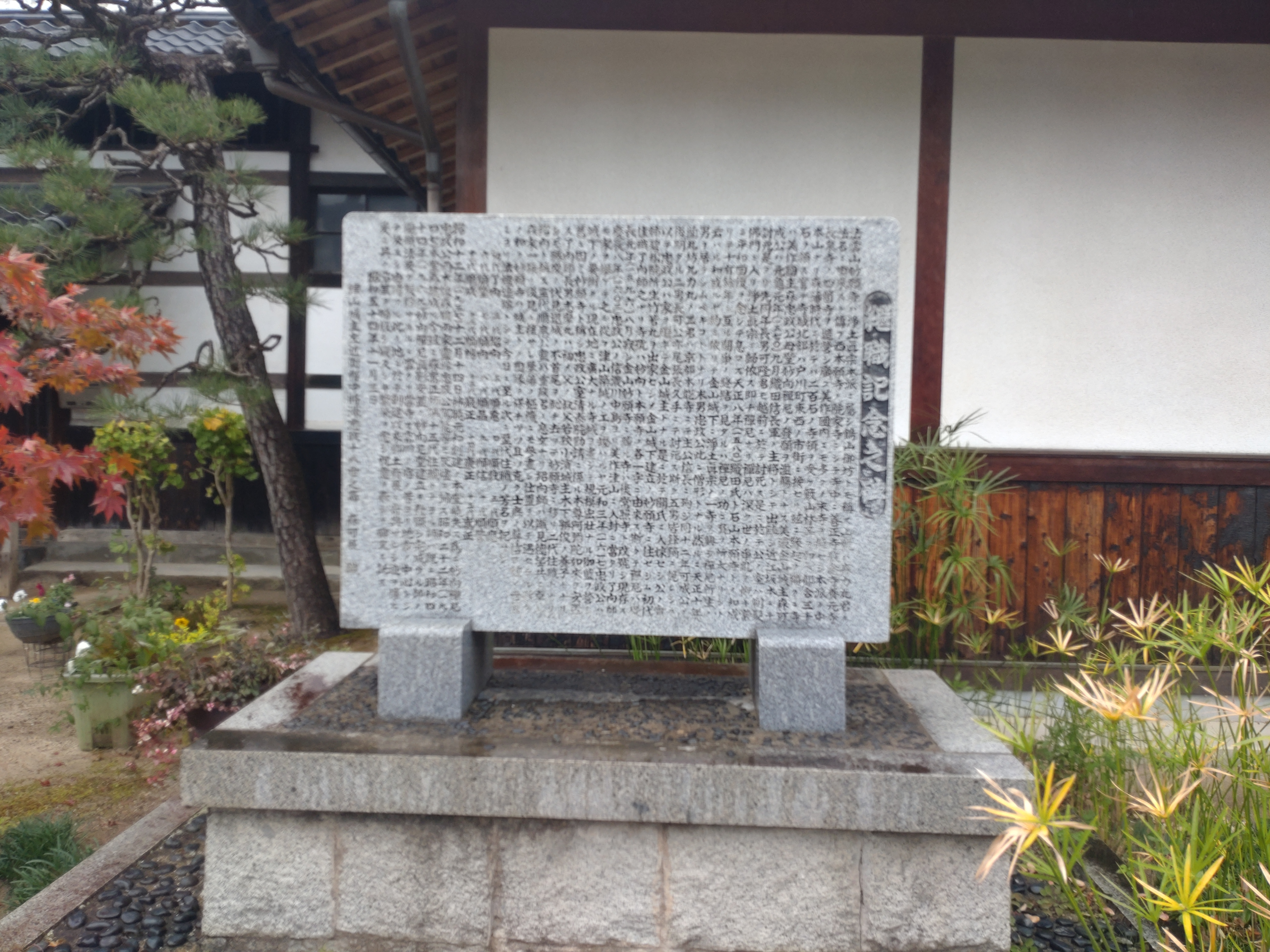
継職記念之碑
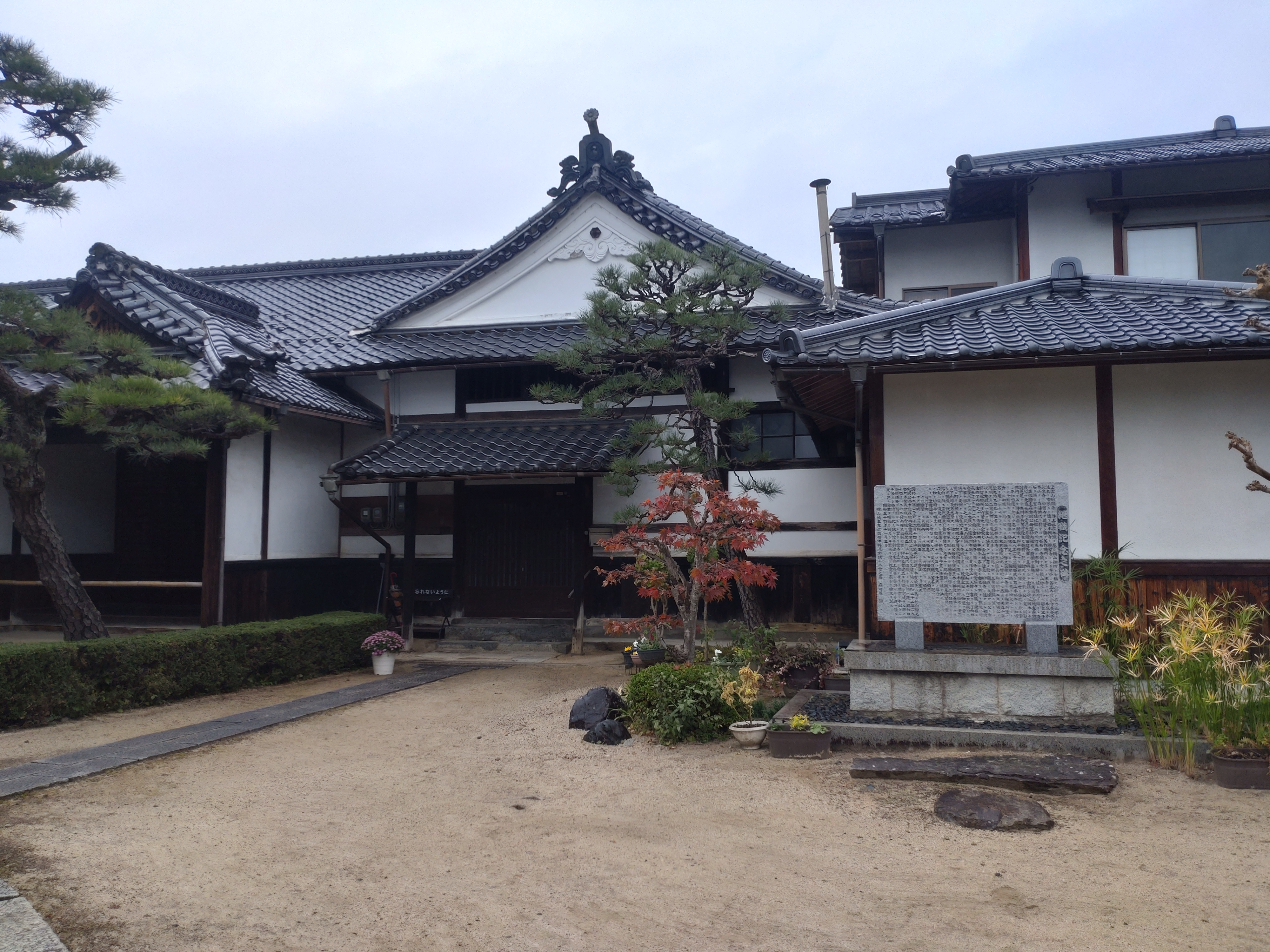
庭
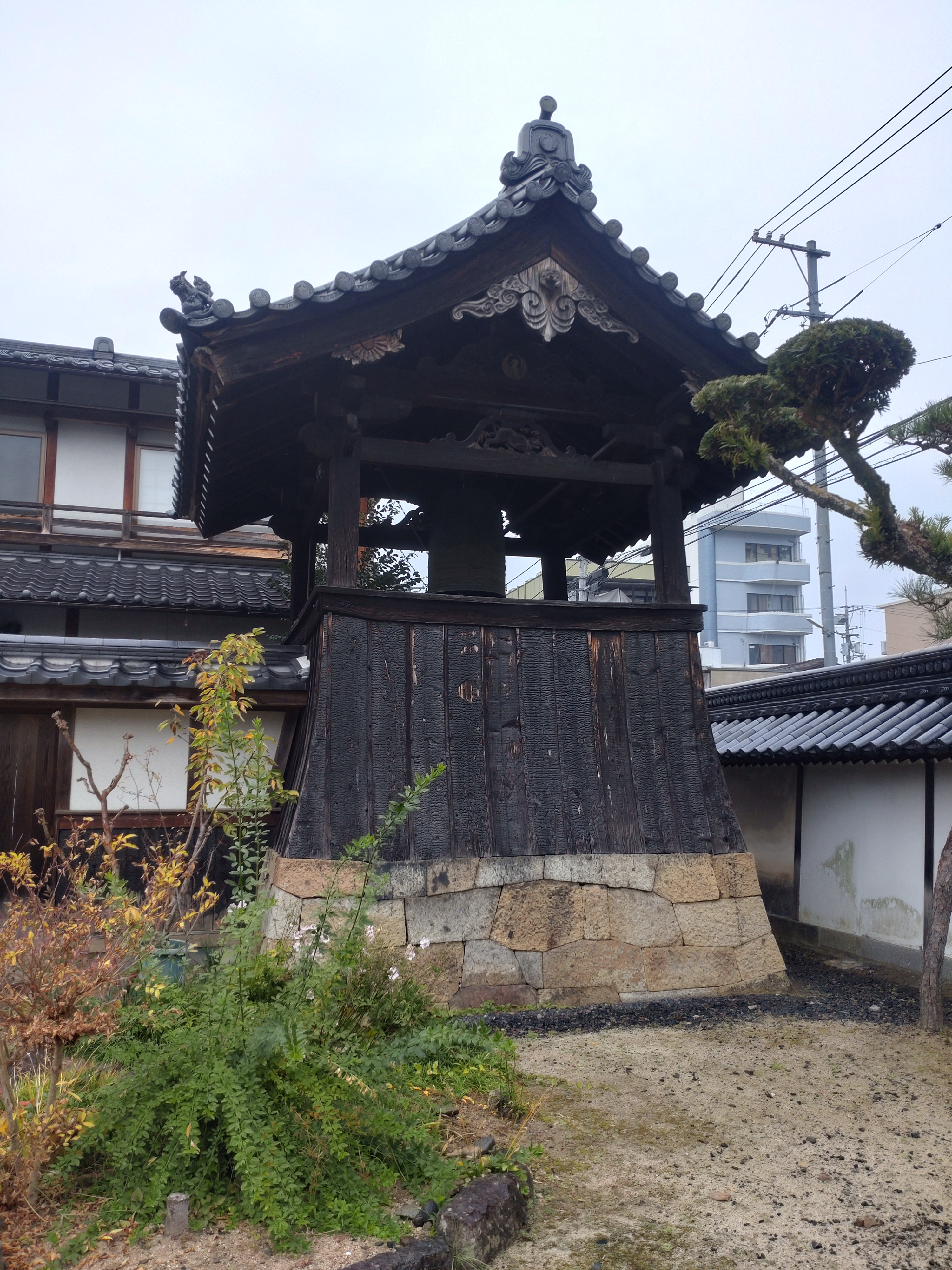
鐘楼
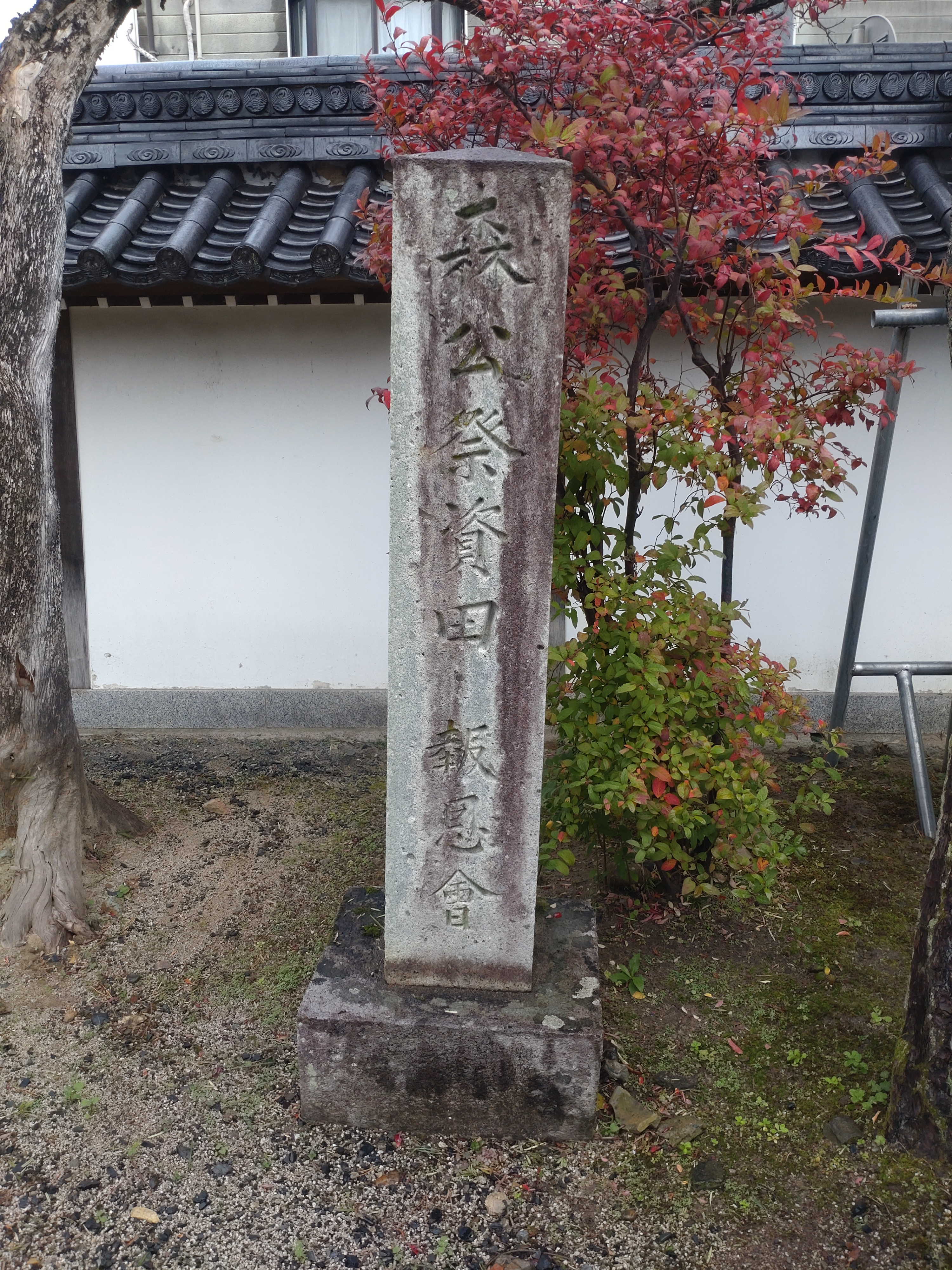
森公祭資田

## 周辺情報
- JR西日本津山駅
- 国道53号